# カウントダウンto東京国際アニメフェア2009
「カウントダウンto東京国際アニメフェア2009」とは超!A&G+にて放送されていたアニラジ特別番組であった。番組の司会進行は藤田由美子が担当していた。

## 番組立ち上げの経緯
超!A&G+ではすでに「東京国際アニメフェア2009超!ステーション」を隔週木曜日22時 - 23時(最終更新回時点でのリピート放送:金曜日12:00 - 13:00、土曜日16:00 - 17:00)に放送していたが、東京国際アニメフェア2009の開催が近づき、収録日と放送日の間にタイムラグのある「-超!ステーション」だけでは、TAF当日の最新情報が全て紹介できないと思ったため、「キタエリのケメコマニアックス!」が終了後つなぎ番組で放送されていた「鷲崎健の超!A&Gミュージック+プレミアム」(2008年11月29日19時初回)のリピート放送に変わって2009年3月4日 - の水曜23時30分と翌日の3月5日木曜13時30分からの単発特番で番組が立ち上がった。

## 番組内容
- 東京国際アニメフェア2009に出展する各協賛企業ブースの最新情報や文化放送ブースで行なわれるイベントステージの最新情報を伝えていた。
- 番組内で流されていた曲は「東京国際アニメフェア2009」に出展していたアニメ作品や超!A&G+で出演している番組出演者の楽曲がメインだった。
- 第3回（最終回放送分）は「東京国際アニメフェア2009」会場の東京国際展示場の文化放送ブースから生中継で放送した。

## 番組のエピソード
- 第1回放送分で紹介していた「能登麻美子・地球NOTE」の放送曜日を間違えて紹介したため、第2回（2009年3月11日放送分）で藤田が謝罪していた。

## 放送時間
2009年3月4日 - 3月18日 水曜日
第1回(3月4日)・第2回(3月11日)：23:30 - 24:30（リピート放送:木曜日 13:30 - 14:30）
第3回(3月18日)：15:00 - 16:00（リピート放送: 3月18日 - 4月1日 水曜日 23:30 - 24:30、3月19日 - 4月2日 木曜日13:30 - 14:30) ※生放送、簡易動画放送